# 廖雲龍
廖雲龍（1495年—？年），字從之，自號諸斋主人，福建兴化府莆田縣人，明朝政治人物。

## 生平
治《書經》，行五，由國子生中式正德八年癸酉科（1513年）福建鄉試第二名舉人，年二十九歲中式嘉靖二年（1523年）癸未科會試第三百五十九名，第二甲第一百三十四名進士。授兵部主事，升武选司郎中，出为浔州府知府。嘉靖十年五月以前掌武选事，纵吏为奸被逮問。

## 家族
曾祖廖聳，封大理寺评事。祖父廖麟。父廖誠夫。嫡母陈氏；生母龚氏。慈侍下。弟雲鲸、雲鸿、雲鹏、雲鶚。